# Schiarazula marazula
S'ciaraciule maraciule, anche s'ciarazule marazule, s'ciarazula marazula, s'ciarassula marassula o scjaraçule maraçule, è un ballo tipico del Friuli che si ritiene risalente a prima del 1500, con origini che risalgono a un'epoca medievale.

## Storia
In una lettera di denuncia all'inquisizione del 1624 si segnala che donne e uomini del paese friulano di Palazzolo eseguissero questa danza cantando in due cori per evocare la pioggia. Di tale ballo è pervenuta versione scritta nel volume Il primo libro dei balli accomodati per cantar et sonar d'ogni sorte de instromenti di Giorgio Mainerio Parmeggiano Maestro di Capella della Santa Chiesa d'Aquilegia, nel 1576.
Il brano è stato ripreso da diversi gruppi e autori moderni, come i gruppi friulani La sedon salvadie e Mitili FLK e il cantautore Angelo Branduardi nel suo album Futuro antico II. Lo stesso Angelo Branduardi lo ha usato come tema principale per il suo brano Ballo in fa diesis minore incluso nel suo album La pulce d'acqua del 1977 e tale brano ha contribuito non poco alla diffusione e alla conoscenza di questa antica melodia. Inoltre, un progetto musicale dance chiamato Tampura ha ripreso Schiarazula marazula per un brano intitolato Love in the casbah il quale è stato pubblicato nel 2000. La melodia di Schiarazula Marazula trova anche spazio nel brano Pierre de Grenoble dall'omonimo album (pubblicato nel 1973) di Gabriel e Marie Yacoub, fondatori del gruppo Malicorne.

## Testo
Le parole originali della canzone sono andate perdute. Nella citata missiva di denuncia all'inquisizione del 1624 si trova una traduzione parziale dal friulano al volgare italiano “schiarazzola marazzola a marito ch'io me ne vo' et quello che segue si come son donzella che piova questa sera"...
Nella seconda metà del Novecento, il poeta friulano Domenico Zannier, non disponendo del testo originale della canzone rinascimentale, ha composto un nuovo testo con una serie di assonanze e di nonsensi in friulano:
In italiano

## Discografia
- 1973 Ulsamer Collegium in NON-STOP DANCING 1600 con il titolo di Schiarazula Marazula - Deutsche Grammophone
- 1977 Angelo Branduardi in La pulce d'acqua con il titolo di Ballo in fa diesis minore - Polydor Music
- 1998 La sedon salvadie in Strades di Cjants - Folkest Dischi
- 1999 Angelo Branduardi in Futuro Antico II, sulle orme dei Patriarchi - EMI music
- 2002 La Sedon Salvadie in Musiche tradizionâl furlane - Folkest Dischi
- 2003 Blackmore's Night in Ghost of a Rose - all'interno del brano All for One
- 2004 Glauco Venier in Dal Libro de Balli di Giorgio Mainerio - Enaip
- 2004 Branâ Keternâ in Joᵭ con il titolo Sciarazzula
- 2008 La Rossignol Balli suavi et amorosi-Arie e danze nelle corti del Rinascimento italiano - Ed. La Rossignol DoB
- 2011 MaterDea in Satyricon con il titolo di Benandantes, Malandantes - Midsummer's Eve
- 2013 Dj Tubet feat Navid Freedom - Future Generations
- 2014 Faitissa in Terra aviatica con il titolo di Waiting for the rain - FAIT001